# Joint Rescue Coordination Centre Halifax
Das Joint Rescue Coordination Centre Halifax (JRCC Halifax) ist ein Rettungskoordinierungszentrum, welches von der Royal Canadian Air Force (RCAF) und der Canadian Coast Guard (CCG) gemeinsam betrieben wird. JRCC Halifax ist zuständig für die Koordinierung der Rettungseinsätze (Search and Rescue (SAR)) bei Unglücken und Katastrophen. Die Search and Rescue Region (SRR) des JRCC Halifax umfasst eine Fläche, die sich auf dem Atlantischen Ozean von 30° bis 42° westlicher Länge und südlich 70° nördlicher Breite erstreckt. Des Weiteren ist das JRCC Halifax für die Hoheitsgewässer vor den Provinzen Newfoundland und Labrador, Prince Edward Island, New Brunswick, Nova Scotia, sowie für den östlichen Bereich der Provinz Quebec und dem südlichen Bereich der Baffin Island zuständig. Die Fläche umfasst 4,7 Millionen Quadratkilometer. Die Fläche besteht zu 80 % aus Wasserfläche. Daneben unterstützt das JRCC die lokalen Behörden bei Naturkatastrophen. Das Koordinierungszentrum befindet sich auf dem kanadischen Militärstützpunkt CFB Halifax.

## Coordination Centre
Das Notfallzentrum ist ständig mit Mitarbeitern der Streitkräfte und der kanadischen Küstenwache besetzt. Insgesamt gibt es drei solcher Einrichtungen. Eins befindet sich in Trenton, Ontario, welches für die Provinzen Ontario, Manitoba, Alberta, Northwest Territories und Saskatchewan zuständig ist. Ein weiteres befindet sich in Victoria, British Columbia, welches für British Columbia und den Yukon zuständig ist.

## Einsatzressourcen

### Luftrettung
Zum Einsatz in der Luftrettung steht dem JRCC Halifax das 413 Transport and Rescue Squadron zur Verfügung, welches auf der Canadian Forces Base Greenwood in Nova Scotia stationiert ist. Des Weiteren steht das 9. Wing Gander auf dem Stützpunkt Flughafen Gander in Neufundland zur Verfügung. Beide Geschwader verfügen über mehrere Helikopter der Typen CH-149 Cormorant und CH-146 Griffon, die Schiffbrüchige aus dem Atlantik bergen können. 
Darüber hinaus wurde eine zivile Such- und Rettungsvereinigung eingerichtet. Die Civil Air Search and Rescue Association (CASARA) ist eine Organisation von freiwilligen Piloten und Flugzeugbesitzern, die ihre Maschinen zur Verfügung stellen und sich aktiv an den Such- und Rettungsmaßnahmen beteiligen. Diese erhalten eine Entschädigung für ihren Einsatz.

### Seerettung
Die Canadian Coast Guard stellt die primären Rettungsressourcen zur Verfügung. Ihre Patrouillenboote verkehren in den Küstenbereichen von Nova Scotia, Neufundland und Labrador. Des Weiteren stehen die militärischen  Patrouillenboote der Royal Canadian Navy zur Verfügung, die auch die Küstengewässer abfahren. 

### Vernetzung
Das JRCC Halifax arbeitet sehr eng mit anderen Rettungstellen zusammen. Darüber hinaus werden auch Kapazitäten untereinander zur Verfügung gestellt. Dazu gehören:
- JRCC Trenton, im Westen
- RCC Boston, südwestlich
- RCC Norfolk, im Süden
- RCC Southampton, östlich

Die kanadischen JRCCS sind untereinander vernetzt. Die kanadischen JRCCS nutzen das Computernetzwerk Canadian SAR Mission Management System (SMMS). Es ist nicht ungewöhnlich für Rettungseinheiten aus dem Vereinigten Königreich, US-amerikanische Rettungseinheiten oder kanadischen Einheiten, auch im fremden Territorium zu empfangen und Rettungsmaßnahmen einzuleiten, wenn sie jeweils als nächstgelegene Einheit Bereitschaft hat. Durch spezielle Kooperationsvereinbarungen sowie Zollprozeduren ermöglicht dies eine hohe Einsatzfähigkeit und optimale Ressourcenaufteilung bei Unfällen.

### SARSAT

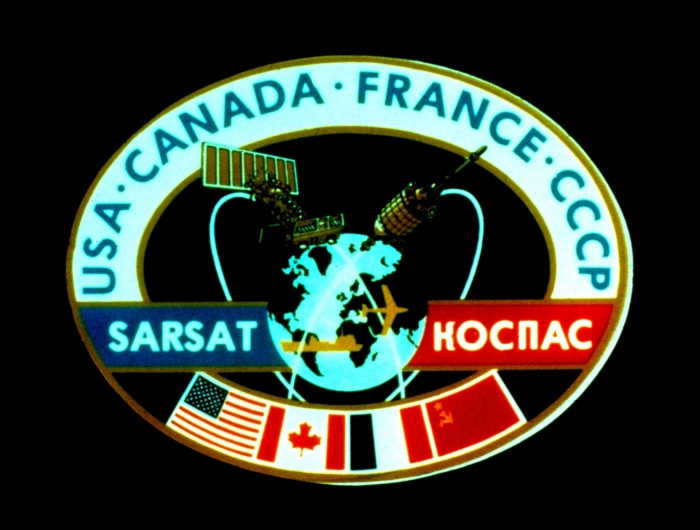
COSPAS SARSAT System

Eines der wichtigsten Einsatzmittel ist das Cospas-Sarsat-Satellitensystem, welches im Jahre 1981 von Kanada, den USA, Frankreich und der UdSSR gemeinschaftlich entwickelt wurde. Aktuell wird das System von 18 Ländern genutzt. Das kanadische System besteht aus drei Satellitenerdfunkstellen, die sich in Edmonton, Churchill und Goose Bay befinden. Die Notrufsignale, die an die Notrufbaken ausgesandt werden, werden an die Satelliten weiter gesendet. Diese Satelliten senden diese Signale an die Erdfunkstellen, welche die Daten an das Einsatzzentrum in Halifax weiterleiten. Die Frequenzen sind auf 121,5, 243,0 und 406,0 MHz festgelegt. 

### MRSCs
Das Halifax SRR verfügt über zwei Maritime Rescue Sub Centres (MRSCs), welche permanent mit Mitarbeitern der Canadian Coast Guard besetzt sind. Diese unterstützen das Koordinationszentrum in Halifax bei der Lokalisation von Schiffbrüchigen in spezifischen geographischen Lagen. MRSC St. John's  ist zuständig für alle Gewässer im Bereich Neufundland und Labrador. MRSC Quebec ist zuständig für alle Gewässer im südlichen Québec, Sankt-Lorenz-Golf und Sankt-Lorenz-Strom.